# Charles do Rego
Charles P. do Rego (Curaçao, 1946) is een Curaçaos adviseur, docent en schrijver.

## Biografie
Charles do Rego werd in 1946 geboren op Curaçao en studeerde in 1971 Sociale geografie aan de Universiteit van Nijmegen en in 1991 Bedrijfskunde aan de Erasmus Universiteit Rotterdam.
Van 1972 tot 1992 werkte hij in het Teachers Training College op Curaçao. Na deze periode trad hij in dienst bij de overheid en was hij adviseur tijdens de staatshervorming en later coördinator voor milieuzaken. In 1996 tot aan zijn pensionering in 2006 was hij hoofd van de Burgerlijke stand en vicevoorzitter van de Verkiezingsraad. Tegelijkertijd gaf hij colleges in management en economie op universitair niveau en deed hij onderzoek, vooral op het gebied van sociologie en geschiedenis. Hij was ook voorzitter van de lokale mensenrechtencommissie in de jaren 1980.
Do Rego was actief lid van verschillende vzw's, zoals het "Nationaal Archeologisch en Antropologisch Memory Management" en voorzitter van de "Raad voor Monumenten". hij is tevens lid van de onafhankelijke adviesraad van de regering van Curaçao.
Hij schreef, ook in samenwerking met anderen, verschillende boeken en artikelen over het plantageleven, slavernij en slavenverzet, en de politieke ontwikkeling met betrekking tot grondwetswijzigingen.